# Juano Hernandez
Juano G. Hernández (n. 19 iulie 1896, San Juan, Puerto Rico – d. 17 iulie 1970, San Juan, Puerto Rico) a fost un actor portorican de teatru și film. Pionier al filmului afro-american, a debutat în lungmetrajul mut The Life of General Villa⁠(d) (1914). Rolul din filmul Intruder in the Dust⁠(d) (1949) i-a adus o nominalizare la premiile Globul de Aur la categoria „cel mai bun actor debutant”.

## Biografie
Hernández s-a născut în San Juan, Puerto Rico, fiul lui Jose Guillermo și Clara de Ponce. Lipsit de educație formală, acesta a lucrat ca marinar și s-a stabilit în Rio de Janeiro. A fost angajat la circ și a devenit acrobat, primul său spectacol având loc în 1922. Mai târziu, a urmat o carieră de pugilist profesionist în Caraibe sub numele Kid Curley.

## Cariera
În New York City, a apărut în spectacole de vodevil și teatru blackface⁠(d), a făcut parte dintr-un ansamblu coral bisericesc și a fost scenarist de radio. În timpul liber, și-a îmbunătățit dicția prin studiul operelor lui Shakespeare. A apărut în We Love and Learn, prima telenovelă⁠(d) cu distribuție integral afro-americană. Au urmat alte roluri în emisiunile radio Mandrake the Magician, The Shadow, Tennessee Jed și Against the Storm. A intrat în atenția publicului odată cu apariția sa în serialul de televiziune Cavalcade of America⁠(d). A debutat pe Broadway în corul piesei de teatru muzical Show Boat⁠(d) din 1927. De asemenea, a apărut în piesele Strange Fruit și Set My People Free.
Hernández a apărut în 26 de filme de-a lungul carierei sale. A interpretat un soldat revoluționar în filmul mut The Life of General Villa și au urmat mai multe roluri minore în lungmetrajele lui Oscar Micheaux⁠(d). Primul său film sonor a fost The Girl from Chicago⁠(d) (1932). Are un rol nemenționat în drama Harlem Is Heaven⁠(d) din același an, fiind coleg de platou cu actorul Bill „Bojangles” Robinson.
În 1949, a jucat în Intruder in the Dust⁠(d), primul său film mainstream, bazat pe romanul scriitorului William Faulkner. L-a interpretat pe Lucas Beauchamp, un fermier sărac din Mississippi, acuzat pe nedrept de uciderea unui bărbat alb. A primit o nominalizare la Globul de Aur la categoria „cel mai bun actor debutant”. Lungmetrajul este considerat unul dintre cele mai bune zece filme ale anului de către New York Times. După vizionarea filmului, Faulkner a declarat: „Nu sunt cinefil, dar pe acesta l-am văzut. Cred că este un film bun, iar Juano Hernández este un actor bun.”
În filmul western Stars In My Crown⁠(d) (1950), regizat de Jacques Tourneur, Hernández joacă rolul unui sclav dezrobit⁠(d) care refuză să-și vândă pământul și se confruntă cu o gloată furioasă.
Interpretarea sa din filmul The Breaking Point⁠(d) (1950) a primit recenzii pozitive,The New York Times caracterizând prestația sa drept „magnifică”. De asemenea, a fost lăudat pentru rolurile din filmele Trial⁠(d) (1955) și The Pawnbroker⁠(d) (1965).
La mai bine de 50 de ani de la lansarea sa, istoricul de film Donald Bogle⁠(d) a susținut că filmul Intruder in the Dust reprezintă un deschizător de drumuri în ceea ce privește portretizarea afro-americanilor în lungmetraje, iar statutul lui Hernández este în continuare superior oricărui alt actor de culoare din filmul american.
Spre finalul vieții, Hernández a revenit în Puerto Rico. A scris împreună cu Julio Torregrosa un scenariu despre viața campionului de box portorican Sixto Escobar⁠(d). Nu a reușit să obțină finanțare în țara natală, a decis să traducă scenariul în limba engleză și l-a trimis mai multor companii din Hollywood. În ultimii doi ani ai vieții sale, a apărut în trei filme: The Extraordinary Seaman⁠(d) (1969), The Reivers⁠(d) (1969) și They Call Me Mister Tibbs!⁠(d) (1970).
De-a lungul anilor, Hernández a apărut în numeroase emisiuni de televiziune, printre care Adventures in Paradise⁠(d), Alfred Hitchcock Presents, Naked City⁠(d), The Defenders⁠(d), The Dick Powell Show⁠(d) și Studio One⁠(d).

## Moartea
A murit în San Juan pe 17 iulie 1970 ca urmare a unei hemoragii cerebrale, cu 2 zile înainte de împlinirea vârstei de 74 de ani. A fost înmormântat în Cementerio Buxeda Memorial Park din Trujillo Alto, Puerto Rico⁠(d).

## Filmografie
- The Life of General Villa (1914) ... soldat revoluționar (nemenționat)
- The Girl from Chicago (1932) .... Gomez
- Harlem Is Heaven (1932) .... polițist (nemenționat)
- Lying Lips (1939) .... Rev. Bryson
- The Notorious Elinor Lee (1940) ... John Arthur
- Intruder in the Dust (1949) .... Lucas Beauchamp
- Young Man with a Horn (1950) .... Art Hazzard
- Stars in My Crown (1950) .... Uncle Famous Prill
- The Breaking Point (1950) .... Wesley Park
- Kiss Me Deadly (1955) .... Eddie Yeager
- Trial (1955) .... Judge Theodore Motley
- Ransom! (1956) .... Jesse Chapman aka Uncle Jesse
- Something of Value (1957) .... Njogu, Oath Giver
- The Mark of the Hawk (1958) .... Amugu
- St. Louis Blues (1958) .... Rev. Charles Handy
- Machete (1958) .... Bernardo
- Sergeant Rutledge (1960) .... Sgt. Matthew Luke Skidmore
- The Sins of Rachel Cade (1961) .... Kalanumu
- Two Loves (1961) .... Chief Rauhuia
- Westinghouse Presents: The Dispossessed (1961) (TV) .... Standing Bear
- Hemingway's Adventures of a Young Man (1962) .... Bugs
- The Pawnbroker (1964) .... Mr. Smith
- The Extraordinary Seaman (1969) .... Ali Shar
- The Reivers (1969) .... unchiul Possum
- They Call Me Mister Tibbs! (1970) .... Mealie Williamson (rol final)